# الخطوط الجوية السعودية الرحلة 163
حادث طائرة التراي ستار هي حادثة تعرّضت لها الرحلة 163 التابعة للخطوط الجوية العربية السعودية في 19 أغسطس 1980، بعد إقلاعها من مطار الرياض القديم بالعاصمة السعودية الرياض. وكانت الطائرة من طراز لوكهيد إل-1011 تراي ستار قادمة من مطار جناح بمدينة كراتشي الباكستانية، وهبطت في مطار الرياض القديم، بعد مرور ساعتين وأربع وثلاثين دقيقة، دون ملاحظة أي طارئ خلال مسارها. وبعد ساعة، و44 دقيقة من انتظارها، استعدت الطائرة للإقلاع إلى مطار جدة الدولي القديم في جدة. وبعد إقلاعها بـ12 دقيقة، و12 ثانية، عادت الطائرة بعد أن أبلغت قيادتها برج المراقبة بانبعاث أدخنة. وأثناء العودة، وعلى بعد أربعين ميلًا من مطار الرياض، أبلغ قائد الطائرة الكابتن محمد علي الخويطر، برج المراقبة عن وجود حريق في مخزن الأمتعة C3 بالطائرة، إضافة إلى تصلب الذراع الخاص بالمحرك رقم (2) الموجود في ذيل الطائرة. ثم هبطت الطائرة على مدرج المطار، وقطعت المدرج الرئيس، واستدارات استدارة كاملة، ثم احترقت وسط أرض المطار، في حادثة لم ينج منها أحد، وكان على متنها 301 شخصًا، مابين ركاب وملاحين.
في ذلك الوقت كانت هذه الحادثة هي ثاني أسوأ حادثة لطائرة فردية في التاريخ في عدد الوفيات بعد حادث الخطوط الجوية التركية الرحلة 981. وهي أسوأ حادثة في عدد الوفيات في تاريخ الطيران في المملكة العربية السعودية. وهي أيضًا أسوأ حادثة في تاريخ طائرات لوكهيد إل-1011 تراي ستار.

## تفاصيل الرحلة

### طاقم الطائرة
قبطان الطائرة كان محمد الخويطر ، سعودي الجنسية يبلغ من العمر ٣٨ سنة. كان قد التحق بالخطوط الجوية العربية السعودية عام ١٩٦٥ وقاد رحلات طيران على طيارات مختلفة مثل DC-3, DC-4, DC-9, Boeing 707. برغم انه يملك خبرة طويلة تعادل ٧٦٧٤ ساعات طيران ، أظهرت التقارير ان خبرته في قيادة طائرة TriStar - التي تعتبر متقدمة تقنيا عن الطائرات الاخرى التي قادها ، لم تتجاوز ٣٨٨ ساعة. تذكر تقارير التدريب  ان الكابتن محمد وصف بأنه "بطيء التعلم" و "يجد صعوبة في التأقلم مع السيناريوهات الغير تقليدية".
الضابط الأول كان سامي حسنين ، سعودي الجنسية ، يبلغ من العمر ٢٦ سنة. التحق سامي بالخطوط الجوية العربية السعودية عام ١٩٧٧ وتم استبعاده عن الخدمة فيما بعد بسبب ضعفه المعرفي والادائي اثناء تدريبه في مدرسة تعليم الطيران ولكن تمت ارجاعه للخدمة لاحقا في مبادرة لإعادة تأهيل طواقم الطيران. كان سامي قد أتم ١٦١٥ ساعة طيران منها ١٢٥ ساعة طيران فقط على طائرة TriStar وحصل على ترخيص العمل على هذه الطائرة قبل ١١ يوما من وقوع الحادثة.
مهندس الطيران
كان برادلي كيرتيس ، أمريكي الجنسية ، يبلغ من العمر ٤٢ سنة. التحق برادلي بالخطوط الجوية العربية السعودية عام ١٩٧٤ كقائد رحلات على طائرات DC-3 وفيما بعد طلب منه تدريب الطيارين الآخرين على طائرات Boeing 707, Boeing 737 على الرحلات الدولية الطويلة. في عام ١٩٧٨ لم يجتز التدريب على قيادة طائرة TriStar وتم اصدار قرار استبعاده عن العمل ولكنه طلب العمل كمهندس طيران وعرض ان يدفع تكاليف التدريب حتى يتمكن من الحصول على رخصة العمل كمهندس طيران ونجح في الحصول على رخصة مهندس طيران على طائرة Boeing 707 في نوفمبر ١٩٧٨ وفيما بعد حصل على رخصة مهندس طيران على طائرة TriStar في مايو ١٩٨٠. جدير بالذكر ان تقارير الحادث تظهر ان كيرتيس كان يعاني من عسر القراءة
ولكن غير معلوم ان كان رؤساؤه على علم. كان كيرتيس يمتلك خبرة ٦٥٠ ساعة طيران كمهندس طيران منها ١٥٧ ساعة على طائرة TriStar.

### بداية الرحلة
بعد مغرب يوم الثلاثاء 19 أغسطس 1980، استقبل مطار الرياض الدولي القديم رحلة الخطوط السعودية القادمة من مطار جناح الدولي في مدينة كراتشي الباكستانية، والتي حطت رحالها في مطار الرياض «ترانزيت» بعد أن غادرت مطار كراتشي عند الساعة 4:32 مساءً، وعلى متنها 82 راكبًا، وعدد من هؤلاء الركاب نزلوا في مطار الرياض، والبقية أكملوا رحلتهم إلى جدة. وبعد ساعتين و34 دقيقة، وصلت الرحلة إلى مطار الرياض، أي عند الساعة 7:06 بتوقيت مدينة الرياض، وكان المخطط لها أن تقلع بعد ساعتين ودقيقتين إلى مطار جدة الدولي، في رحلة كان من المزمع أن تصل إلى ارتفاع 35 ألف قدم، وبحمولة كاملة من الركاب، 287 راكبًا كان أغلبهم من السعوديين والباكستانيين، و32 إيراني، و4 كوريين، و3 بريطانيين، و2 من تايلاند، هذا بالإضافة إلى 14 شخصاً من أفراد الطاقم.

### حوارات قمرة القيادة
بعد سبع دقائق وتسع ثوانٍ من إقلاع الطائرة، وعلى ارتفاع 15000 قدم؛ صرّح مهندس الرحلة القابع بمقعده خلف قائد الطائرة ومساعده في قمرة القيادة، بأن ثمة دخانًا عند مخزن الأمتعة C3، ما دعى القائد أن يطلب منه إيقاف التهوية، لكي يتأكد من حقيقة الدخان، غير أنه اكتشف أن التهوية لا تعمل مطلقًا في تلك البوابة. كما أن ذراع الدفع الخاصة بالمحرك رقم 2 لم تعد تعمل بسبب أن الحريق أثر على الوصلات الكهربائية الخاصة بالمحرك وحينها قرر الطيار إيقاف المحرك رقم 2. ثم اكتشف مهندس الرحلة انبعاث دخان آخر من المنطقة (أ)، وكانت الطائرة حينها قد خرجت من أفق الرياض. وطلب من الكابتن السماح له بالذهاب إلى إلى ذيل مقصورة الركاب؛ ليتأكد بنفسه مما يحدث هناك. ثم عاد ومعه النبأ: «نعم، توجد لدينا نيران هناك». وطلب الكابتن محمد الخويطر من مساعده الاتصال بمركز المراقبة الجوية بمحطة الرياض، قائلًا: «أخبرهم بأننا عائدون». ثم استأذن مهندس الرحلة الإعلان عن حالة الطوارئ. هنا أعلن طاقم الملاحين من خلال نظام البثّ لعام: أن على الركاب الاستعداد للهبوط الاضطراري، وقد جاء النداء على النحو التالي: «نحن على وشك الهبوط أيتها السيدات والسادة، ضعوا أيديكم خلف رؤوسكم استعدادًا للارتطام». وهبطت الطائرة في النهاية حيث استغرقت عملية الهبوط ما يقارب سبعة دقائق.

### الحريق وهبوط الطائرة
بعد هبوط الطائرة على مدرج المطار استمر الطيار محمد الخويطر بإشراف مساعد الطيار سامي عبد الله حسنين بالتحرك بالطائرة إلى نهاية المدرج وهذا يخالف بروتوكول حالة الطوارئ. ، توقفت الطائرة على الممر الجانبي الأخير واستغرق ذلك ما يقارب دقيقتين و40 ثانية بعد عملية الهبوط، فريق الإطفاء والإنقاذ كان جاهزًا في الموقع المخصص للهبوط الاضطراري وينتظر الإيقاف الكامل المتوقع للطائرة وإخلاء الركاب. لذلك بعد أن قام الطيار بالتوقف في الممر الجانبي الأخير توجهت فرق الإنقاذ للموقع الثاني مما أدى لضياع وقت اخر حيث أن المسافة بين الموقعين 4كم.
لم يقم الطيار باتخاذ قرار إخلاء الطوارئ كما كان من المفترض خلال هذا الوقت لسبب غير معروف، وهو ما فسره المحللون أنه يعود لعدم رغبته في زيادة جرعة الخوف لدى الركاب. وعند وصول فرق الإنقاذ إلى الطائرة لم يستطيعوا فتح أبواب الطائرة بسبب أن المحركات لازالت تعمل. ولم تتوقف المحركات إلا بعد 3 دقائق و15 ثانية بعد توقف الطائرة. في ذلك الوقت لم يكن هناك أي حريق خارجي مرئي في الطائرة لكن لوحظت النيران عبر النوافذ في الجزء الخلفي من الطائرة. بعد 23 دقيقة تم فتح الباب R2 وهو الباب الثاني الأيمن عن طريق موظفي الخدمات الأرضية. بعد 3 دقائق انفجرت الطائرة والتهمتها النيران. عمليات التشريح أجريت على بعض الجثث بما فيهم مهندس طيران أمريكي كان على متن الرحلة أوضحت أن وفاته حصلت بسبب استنشاقه للدخان وليس بسبب الحريق وأن ذلك حصل قبل فترة طويلة من فتح الأبواب.

### تأخر استجابة قائد الطائرة
وضع تأخر استجابة قائد الطائرة لإنذارا برج المراقبة عند الهبوط عددًا من التساؤلات والتي أرجعها أطباء الطوارئ إلى فقدانه الوعي، والتي تحدث عادةً في حالات الوفاة بالغازات السامة، فيكون هناك بطء في الحركة الاستجابة وفقدان الوعي على مراحل، ويتطور ذلك مع ازدياد نسبة الغازات السامة داخل الجسم.

## مواقد الغاز
قبل أن تبدأ لجان التحقيق في البحث عن السبب الرئيس في اشتعال مخزن الأمتعة في الطائرة، كان ثمة بيان صادر من رئاسة الطيران المدني والخطوط الجوية العربية السعودية، حيث أوضح أن المفتشين ورجال الإطفاء وجدوا موقد غاز صغير مع عبوتين خضراوين على أرضية الممر الأيسر في الجزء الأوسط من الطائرة، كما وجدوا موقدين جديدن ملفوفين بشكل جزئي، وعبوتي تيتروجين في مخزن الأمتعة (C3) في ذيل الطائرة قريبًا من مصدر الحريق، وتوقع البيان الثاني الصادر عن رئاسة الطيران المدني والخطوط السعودية في بادئ الأمر وجود علاقة بين هذه المواقد والحريق، إلا أن النتائج النهائية التي صدرت بعد أكثر من عام ونص، لم تُثبت أي علاقة لهذه العبوات باشتعال الحريق.

## بعد الحادث
بقيت الطائرة مشتعلة حتى الساعة الحادية عشر والنصف من مساء ذلك اليوم، وفشلت فرق الإنقاذ في إطفاء الحريق أو حتى فتح أبواب الطائرة، ولقي جميع الركاب البالغ عددهم 287 وطاقم الضيافة البالغ عددهم 14 شخصاً حتفهم بما فيهم الطيار ومساعده، ووجدوا جميعًا في النصف الأمامي من الطائرة. ويقول شهود العيان أنه كان من الصعوبة التعرف على جثث القتلى نتيجة لاختفاء ملامح أجسادهم.
وأعلنت الخطوط السعودية عن فتح مكاتبها طيلة الأربع والعشرين ساعة يوميًا؛ للرد على أي استفسارات خاصة بضحايا الرحلة، إضافةً إلى تأمين نقل ذوي الضحايا في الداخل والخارجن وتهيئة استقبالهم وإقامتهم وتنقلهم من مقرّ إقامتهم إلى مستشفى الرياض المركزي (مدينة الملك سعود الطبية حاليًا)، وإخراج تصاريح دفن الموتى ونقلهم حيث أراد ذووهم أن يدفنوهم.

## وصلات خارجية
- Final Accident Report - الهيئة العامة للطيران المدني (بالإنجليزية)